# 雙言巧語
雙言巧語（英語：doublespeak）是一種故意扭轉或隱藏原意的修辭法，常為政治組織、軍隊、企業或公關宣傳領域使用，有時候可以視為一種委婉或政治正確的表達方式，但在用於政治組織、軍隊或企業的場合，現代通常稱為「雙言巧語」。
其出現歷史極度悠久幾乎與人類文字史同等，孔子於西元前480年左右編纂《春秋》就出現春秋筆法微言大義的作法，可以視為雙言巧語典型，到了宋朝宋歐陽修組織編修的《新唐書》、《新五代史》全篇大量運用春秋筆法。

## 起源
雙言巧語在1950年代開始出現於美國，許多人誤認為雙言巧語這個詞出於喬治·奧威爾的反烏托邦小說《一九八四》，但雙言巧語從未出現在該小說中。雖然如此，奧威爾倒是在小說中使用了形容政府試圖顛倒是非的「新語」（Newspeak）、「舊語」（Oldspeak）及雙重思想（Doublethink）等幾個詞，當《一九八四》風行之後，在英文名詞後加上speak（例如Irakspeak）一時開始流行，而在社會語言的演進過程中產生了「雙言巧語」這個用法。依照奧威爾式辭書學的定義，雙言巧語的目的是蓄意為政治用途創造新的字彙，這不但具有政治的意圖，同時也試圖影響字彙使用者的態度。

## 範例
以下為雙言巧語的範例：

### 政治
- 暴動、騷亂：抗暴、起義
- 恐怖分子：自由鬥士
- 協助歸國：遣返
- 內部統一：整肅
- 種族淨化：種族滅絕
- 最终解决方案（Endlösung）：猶太人大屠殺（Holocaust）
- 強化審訊技術（英语：Enhanced interrogation techniques）：酷刑
- 濕刑（Wet work）、制裁、定点清除：暗殺
- 反戰主義：綏靖主義、投降主義
- 呼籲和平：袒護侵略者[1]
- 北約東擴：前華約組織成員自願加入北約
- 終止適用（cease to apply）、精準化：廢除
- 職業訓練、生產教育：勞改
- 苦難行軍：朝鮮飢荒
- 三年困難時期、三年自然災害：大躍進饑荒
- 维稳：消滅反對人士、滅絕反對聲音
- 完善選舉制度：作秀選舉、虛假選舉
- 職業技能教育培訓中心、去極端化培訓班：集中營、再教育營
- 全域靜態管理、保持原地相對靜止、原則居家：封城[2]
- 窜访：访问
- COVID-19：武漢肺炎[3]
- 再教育營：集中營
- 八千湘女上天山：拐賣婦女[4]

### 经济
- 靈活就業：打零工
- 经济負增長（negative economic growth）：经济衰退[5]
- 二手车：旧车[5]
- 超買：走私
- 下崗、畢業：解僱、辞职
- 待富者：窮人

### 軍事
- 中性化（Neutralize）：消滅
- 解放：侵略、佔領
- 長征、遷臺：逃竄、逃台
- 转进：撤退、敗逃
- 實力軍人：軍閥
- 軍事衝突：戰爭
- 非法侵略：反種族滅絕維和行動[6]
- 統一：侵略、佔領
- 軍事目標：民用設施[7]
- 談判：要求投降
- 貨物200：陣亡軍人
- 特別軍事行動：對外侵略戰爭[8]
- 烏克蘭納粹：烏克蘭平民

### 社會
- 有力仕紳、地方名人：黑幫頭目
- 超量引用：抄襲
- 企業瘦身、架構重組、结构优化：大規模裁員
- 中止妊娠、中止懷孕：墮胎、打胎、流產
- 身體交易、援助交際：賣淫
- 成人影片（和製英語：adult video）：色情片
- 艷星：色情演員
- 發語詞、語助詞：粗話
- 社会抚养费：超生罚款
- 安全改建：強制拆除
- 强制措施：强制流产
- 環保措施：清理垃圾
- 未經同意下以插入方式的性侵犯罪：強姦罪
- 輕生、成仁：自殺
- 内城（英语：inner city）：主要由黑人居住的贫民窟[5]
- 類火車：公路接駁[9]

## 註腳
1. ↑  . BBC中文網. 2023-2-24  [2023-09-05]. （原始内容存档于2023-09-05）.
2. ↑  Wang, Zixu. . 紐約時報中文網. 2022-10-01  [2023-05-18]. （原始内容存档于2023-05-18） （zh-cmn-hant）. 當某些措辭有可能讓很多人感到不安時，官員們就會想出新的說法。例如，在提及某些新冠防控程序時，當局已將「封鎖」一詞替換為「靜態管理」、「靜默」或「居家辦公」。
3. ↑  . BBC中文網. 2020-3-20  [2023-09-05]. （原始内容存档于2022-11-28）.
4. ↑  . 關鍵評論網. 2022-3-16  [2023-09-05]. （原始内容存档于2023-09-05）.
5. 1 2 3  Lutz, William.  [双言巧语四十年] (PDF). The English Journal. 1988, 77 (3): 40–42  [2016-09-01]. doi:10.2307/818411. （原始内容存档于2023-07-11） （美国英语）.
6. ↑  . 關鍵評論網. 2022-3-21  [2023-09-05]. （原始内容存档于2023-09-05）.
7. ↑  . 法廣中文網. 2023-1-16  [2023-09-05]. （原始内容存档于2023-09-05）.
8. ↑  Satta, Mark. . The Conversation. 2022-03-14  [2023-06-10]. （原始内容存档于2023-06-10） （英语）.
9. ↑  張鈞凱. . 香港01. 2022-05-05  [2023-05-18]. （原始内容存档于2023-01-31） （中文（香港））. 類似「類火車」概念的名詞創作在台灣政壇可說是司空見慣。執政官員稱「無薪假」為「減班休息」，稱「走私」為「超買」，稱「缺電」為「分區供電」；新冠（COVID-19）疫情發生後，更有「校正回歸」、「微解封」、「類普篩」、「類清零」、「新台灣模式」等新詞「聞名於世」。

## 外部連結
- Doublespeak - SourceWatch
- 美國英語教師委員會的雙言巧語獎